# Куттава (Кентуккі)
Куттава (англ. Kuttawa) — місто (англ. city) в США, в окрузі Лайон штату Кентуккі. Населення — 629 осіб (2020).

## Географія
Куттава розташована за координатами 37°3′38″ пн. ш. 88°6′52″ зх. д. / 37.06056° пн. ш. 88.11444° зх. д. (37.060467, -88.114389).  За даними Бюро перепису населення США в 2010 році місто мало площу 7,04 км², з яких 5,06 км² — суходіл та 1,98 км² — водойми. В 2017 році площа становила 7,82 км², з яких 5,67 км² — суходіл та 2,14 км² — водойми.

## Демографія
Згідно з переписом 2010 року, у місті мешкало 649 осіб у 251 домогосподарстві у складі 154 родин. Густота населення становила 92 особи/км².  Було 392 помешкання (56/км²).
Расовий склад населення:
| - 97,8 % — білих - 1,2 % — чорних або афроамериканців - 0,3 % — корінних американців |

До двох чи більше рас належало 0,6 %. Частка іспаномовних становила 0,5 % від усіх жителів.
За віковим діапазоном населення розподілялося таким чином: 14,8 % — особи молодші 18 років, 43,1 % — особи у віці 18—64 років, 42,1 % — особи у віці 65 років та старші. Медіана віку мешканця становила 60,2 року. На 100 осіб жіночої статі у місті припадало 77,8 чоловіків;  на 100 жінок у віці від 18 років та старших — 73,4 чоловіків також старших 18 років.
Середній дохід на одне домашнє господарство  становив 66 850 доларів США (медіана — 51 344), а середній дохід на одну сім'ю — 85 764 долари (медіана — 70 938). За межею бідності перебувало 8,1 % осіб, у тому числі 25,4 % дітей у віці до 18 років та 5,9 % осіб у віці 65 років та старших.
Цивільне працевлаштоване населення становило 211 осіб. Основні галузі зайнятості: освіта, охорона здоров'я та соціальна допомога — 19,4 %, сільське господарство, лісництво, риболовля — 19,0 %, науковці, спеціалісти, менеджери — 16,1 %.